# Sterne à ventre noir
Sterna acuticauda
Espèce
Statut de conservation UICN

 EN A2cde+3cde+4cde : En danger
La Sterne à ventre noir (Sterna acuticauda) est une espèce d'oiseaux de la famille des Laridae.
Cet oiseau peuple le sous-continent indien et le Myanmar.